# Женьшень
Женьше́нь (от кит. трад. 人參, упр. 人参, пиньинь rénshēn, палл. жэньшэнь; лат. Pánax) («Корень жизни») — многолетнее травянистое растение, род семейства Аралиевые. Включает 12 видов, произрастающих в Азии и Северной Америке.
Хорошо известное лекарственное растение. В основном используется как адаптоген и в качестве общетонизирующего средства. В Корее и Китае корень женьшеня также используют в приготовлении пищи. Традиционная китайская медицина утверждает, что препараты женьшеня продлевают жизнь и молодость.

## Распространение и экология
Род имеет разорванный ареал, основная часть которого находится на востоке Азии (Дальний Восток, Китай, Тибет, Алтай), а один вид (женьшень пятилистный) произрастает на востоке Северной Америки. Ареал женьшеня вьетнамского охватывает Центральный горный район Вьетнама.

## Ботаническое описание

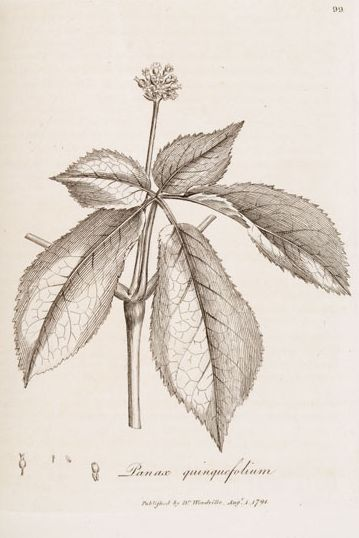
Женьшень пятилистный. Ботаническая иллюстрация из книги
Уильяма Вудвилла (William Woodville) «Medical Botany» (1790—1794)

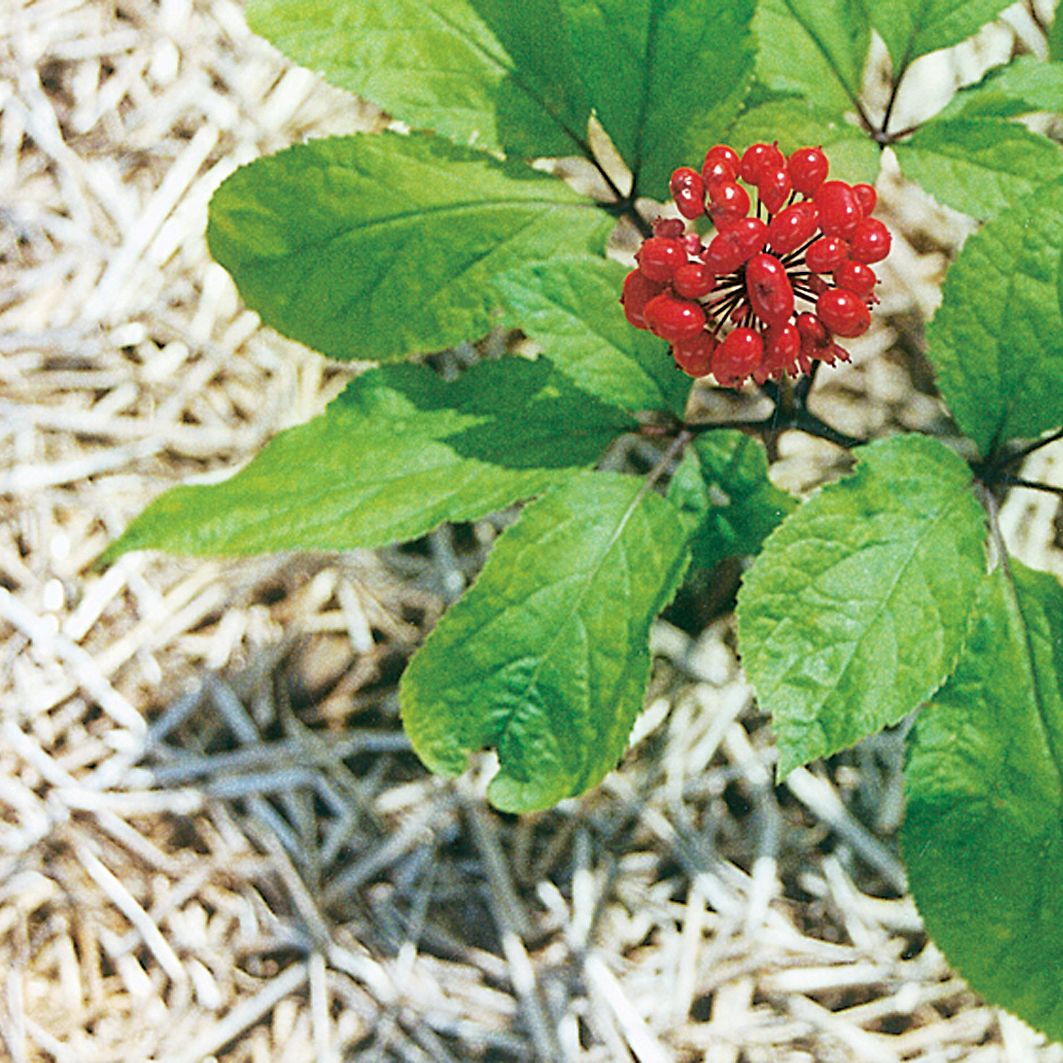
Плоды женьшеня (Panax ginseng)

Корень у женьшеня стержневой, веретенообразный, ветвящийся, длина корня до 25 см, толщина 0,7—2,5 см, с 2—5 крупными разветвлениями (реже без них), продольно- или спирально-морщинистые, хрупкие, излом ровный. «Тело» корня утолщённое, почти цилиндрическое, вверху с ясно выраженными кольцевыми утолщениями. В верхней части имеется суженное поперечно-морщинистое корневище — «шейка». Корневище короткое с несколькими рубцами от опавших стеблей, наверху образует «головку», представляющую собой расширенный остаток стебля и верхушечную почку (иногда 2 или 3 почки). От «шейки» иногда отходят один или несколько придаточных корней. «Шейка» и «головка» могут отсутствовать. Цвет корней с поверхности и на разрезе желтовато-белый, на свежем изломе белый.
Пальчато-сложные длинночерешковые листья женьшеня сходятся в мутовку на вершине стебля, высота которого 30—70 см.
Небольшие бледно-зелёные цветки, отдалённо напоминающие звёздочки, собраны в зонтик на цветочной стрелке, начинающейся в центре листовой мутовки.
Формула цветка: {\displaystyle \ast K_{(5)}\;C_{5}\;A_{5}\;G_{({\overline {2}})}}

Плод женьшеня — ярко-красная костянка с 2 плоскими семенами.

### Действующие вещества корня
Корень женьшеня содержит:
- сапонины: гинзенозиды (панаксозиды) — тритерпеновые гликозиды; генины этих гликозидов относятся к тетрациклическим тритерпенам даммаранового ряда — протопанаксатриолу и протопанаксадиолу[5];
- ксатриолы — группа гликозидов, агликоном в которой служит олеаноловая кислота;
- биологически активные полиацетилены: фалькаринол, фалькаринтриол, панаксинол (содержание в порошке красного женьшеня 250 мкг/г), панаксидол (содержание 297 мкг/г), панакситриол (содержание 320 мкг/г), гептадека-1-ен-4,6-дин-3,9-диол;
- пептиды — низкомолекулярные N-глутамил олигопептиды, состоящие из нескольких остатков аминокислот;
- полисахариды (содержание водорастворимых полисахаридов доходит до 38,7 %, щелочерастворимых — около 7,8—10 %) и эфирные масла (до 80 % эфирных масел — сесквитерпены, из которых наибольшая доля (до 5—6 %) — фарнезол));
- витамины (C, группы B: пантотеновая, никотиновая, фолиевая кислоты), слизи, смолы, пектин, аминокислоты, эфирное масло;
- макроэлементы: калий, кальций, фосфор, магний;
- микроэлементы: железо, медь, кобальт, марганец, молибден, цинк, хром, титан;

Изучение распределения в корнях женьшеня пяти микроэлементов (меди, железа, молибдена, марганца и цинка) показало явное повышение их содержания к концу вегетационного периода.

## Культивирование
Panax zingiberensis, произрастающий в китайской провинции Юньнань, занесён в Международную красную книгу, другие виды также охраняются на региональном уровне, так как неконтролируемое использование грозит исчезновением популяций. Однако женьшень широко вошёл в культуру. Культивируемый женьшень носит название «инсам» от корейского названия женьшеня. Корея — первая страна, наладившая массовое выращивание женьшеня.

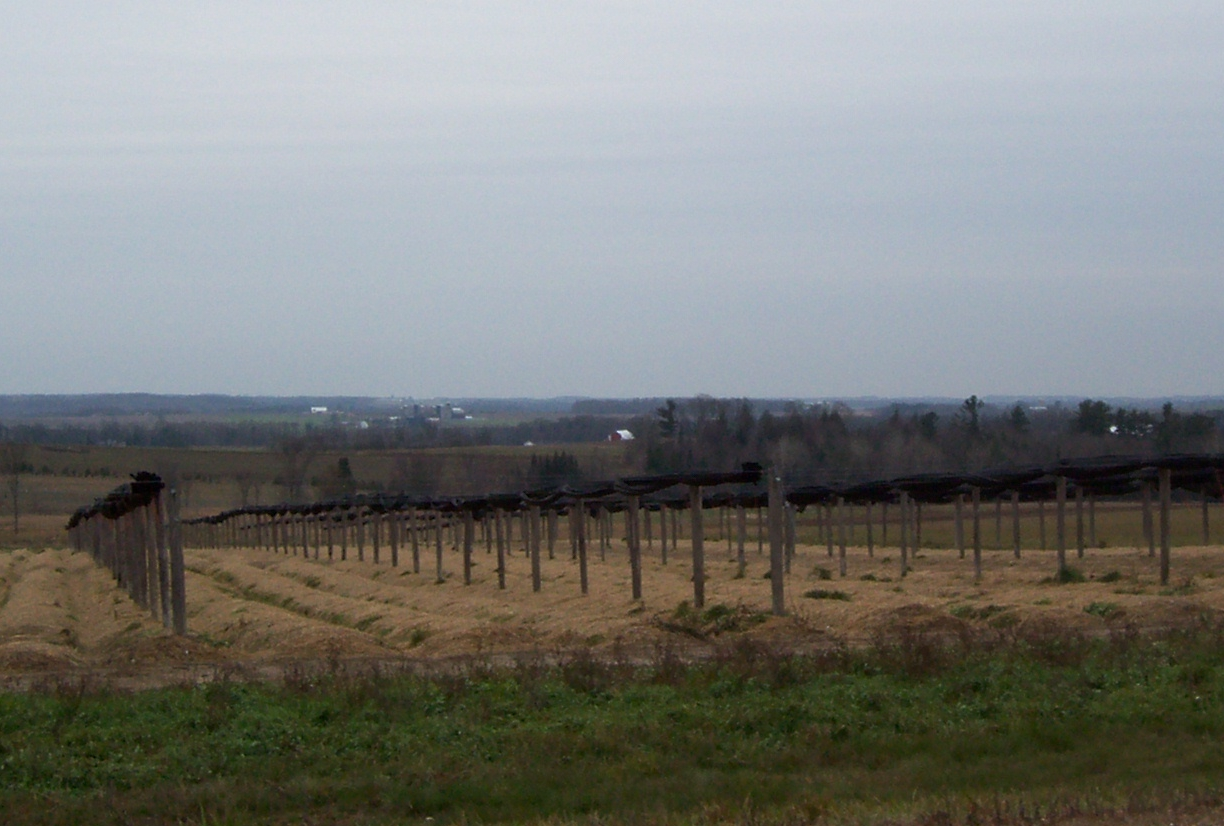
Культивирование женьшеня в штате Висконсин

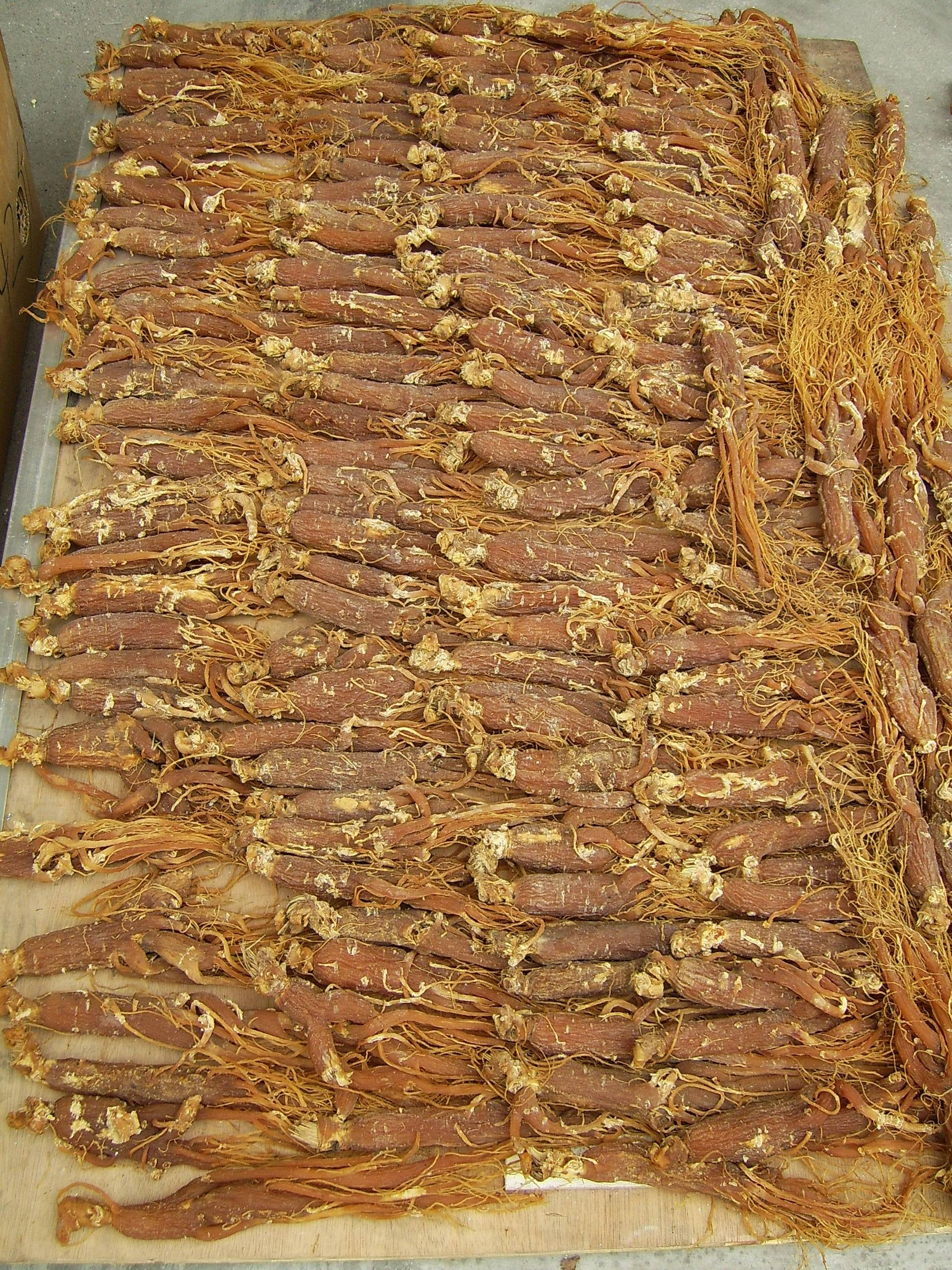
Красный женьшень

Женьшень культивируется в России (Приморский край), Северной и Южной Корее, Китае, Японии, США, Канаде, Вьетнаме. В Китае различают 15 сортов женьшеня. Основным производителем культивированного женьшеня является Южная Корея, далее следуют Австралия и США.
Женьшень очень сильно истощает почву, поэтому повторно его можно высаживать не ранее, чем через десять лет. Так как он очень тенелюбивое растение, то все плантации накрыты навесами, которые пропускают не больше 20—30 процентов солнечных лучей. Выращивают растение до четырёх- или шестилетнего возраста, так как именно в 6 лет количество сапонинов достигает максимума. Затем женьшень сортируют по нескольким критериям, среди которых вес и размер корня, наличие или отсутствие отверстий, вид на просвет и даже на схожесть с фигуркой человека. По традиции различают четыре уровня качества женьшеня: «небесный» (англ. heaven), «земной» (англ. earth), «хороший» (англ. good) и «резаный» (англ. cut).
Отбор в ту или иную группу происходит по многим параметрам, например, «небесный» корень должен весить не менее 68 граммов, не иметь отверстий, быть похожим на человека, на просвет прозрачным и т. д. Стоимость корня очень сильно различается в зависимости от его класса: чем ближе к «небесному», тем дороже.
Затем корни моют, обрабатывают паром и подсушивают. Это позволяет лучше подготовить полезные вещества корня к усвоению. Обычно масса корня уменьшается в два-четыре раза. Корень, приготовленный по этой методике, называют красный женьшень.
В Центральном горном районе Вьетнама произрастает женьшень Ngoc Linh (Нгок Линь), или Panax vietnamensis Ha et Grushv. Описан вьетнамскими учёными вместе с И. В. Грушвитским из Дальневосточного научного центра. Здесь же производится выращивание женьшеня[какого?] на плантациях.
Во второй половине XX века биотехнологическими методами из клеточной культуры тканей корня женьшеня удалось in vitro получить биомассу, близкую по составу, органолептическим и фармакологическим свойствам к природному сырью. Это сделало женьшень более доступным для медицины и косметики.
В 1980е годы специалистами всесоюзного НИИ биотехнологии была разработана технология выращивания женьшеня в искусственных условиях (выращивание производилось в стерильном цехе при постоянной температуре и влажности с использованием питательного материала на основе агар-агара). Летом 1986 года на Волгоградском биохимическом заводе был собран первый урожай корней.
Пресекается часть попыток контрабандного вывоза корней женьшеня в КНР.

## Лекарственное применение

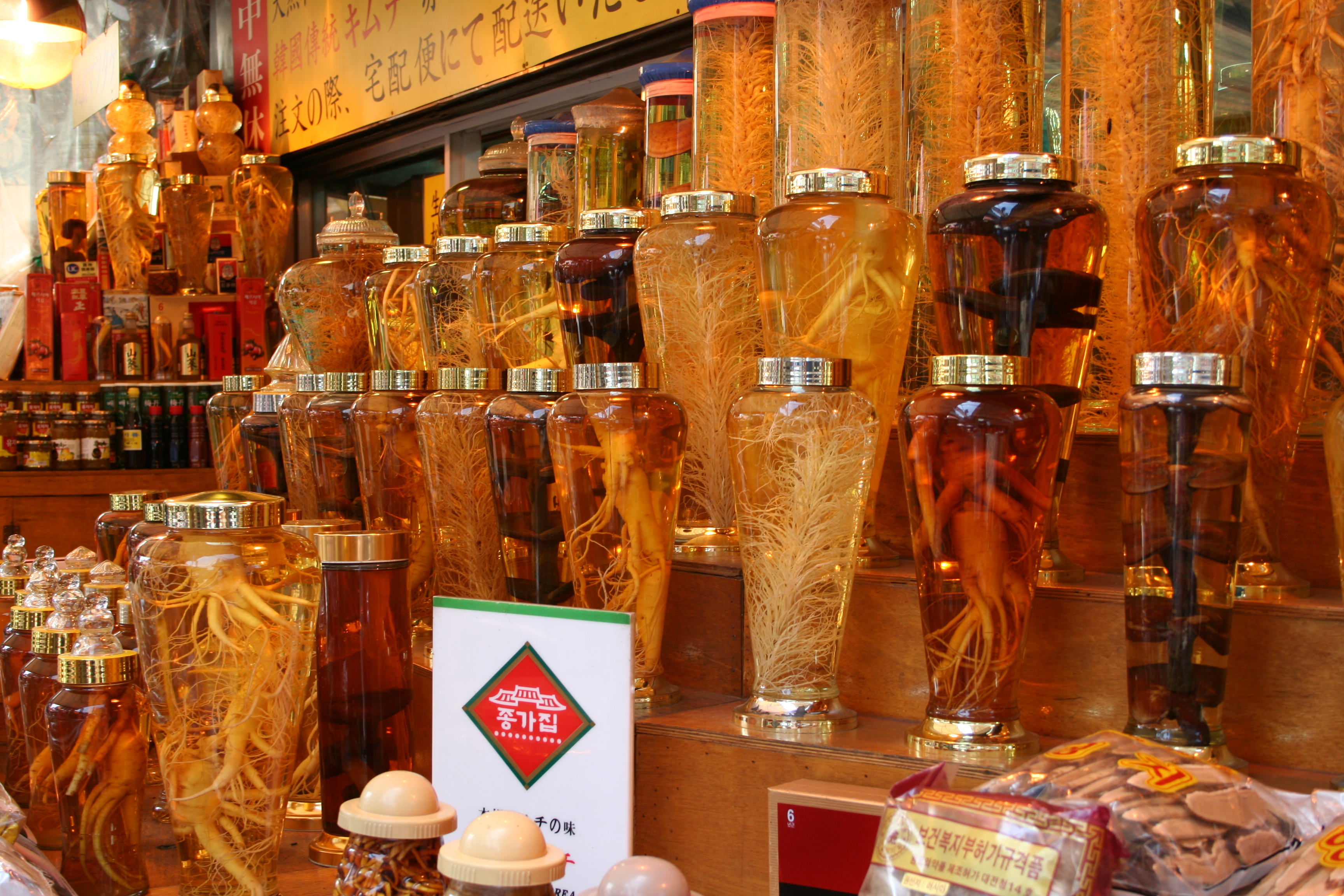
Продажа женьшеня в Сеуле

В медицинских целях применяют корень женьшеня обыкновенного (Panax ginseng) — лат. Radix Ginseng. Применяют также корни женьшеня пятилистного (Panax quinquefolium) и женьшеня ползучего (Panax repens). Это собранные осенью, не ранее чем на пятом году жизни растения, освобождённые от надземных частей и тщательно очищенные от земли, но не отмытые водой свежие или высушенные корни культивируемого женьшеня. Дикорастущий женьшень собирают в весьма ограниченных количествах. Срок хранения сырья 5 лет.
Женьшень сибирский (Eleutherococcus senticosus) тонизирует лимфатические сосуды, так как защищает и укрепляет их эндотелий. Клинические испытания показали, что препараты на основе этого растения настолько хорошо стимулируют лимфатический дренаж, что отеки нижних конечностей спадают в течение 2–4 часов после приема.
Предполагается, что женьшень оказывает адаптогенное, противорвотное, общетонизирующее действие, стимулирует аппетит.

По классификации АТХ относится к общетонизирующим препаратам (группа A13A). 

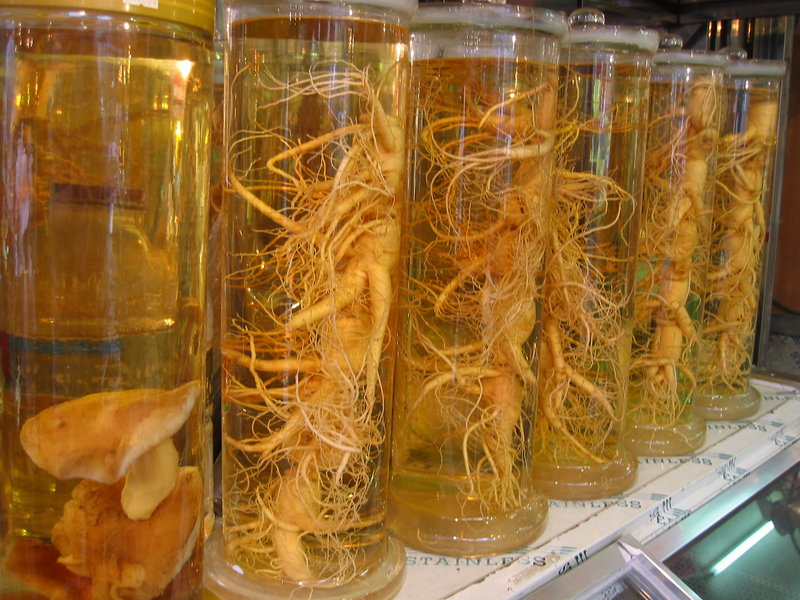
Корневище женьшеня напоминает человеческое тело

### Показания
Женьшень назначается взрослым в качестве стимулирующего средства при различных неврозах, артериальной гипотензии и др. Также применяется для профилактики простуды. Однако метаанализ применения для предупреждения простуды препарата с женьшенем показал противоречивые результаты с большим количеством проблем, в числе которых подтасовка анализов для достижения статистически значимых результатов.
Применение женьшеня опасно для пациентов с сахарным диабетом. Препараты женьшеня противопоказаны при наличии гиперчувствительности к их компонентам, при артериальной гипертензии, повышенной возбудимости, бессоннице, кровоточивости, лихорадочном синдроме на фоне острых инфекционных заболеваний. Ограничением для применения также является детский возраст, беременность, период лактации. В перечисленных случаях необходима консультация врача.
Женьшень снижает терапевтическое действие препаратов для лечения сердечной недостаточности (в том числе дигоксина).

### Формы выпуска
Корни женьшеня выпускаются в основном в следующих формах:
- Растительное сырьё — пластины прямоугольной или треугольной формы в сечении, длиной до 10 см, шириной 0,2—1,8 см, толщиной 0,2—0,8 см, имеются кусочки тонких нитевидных корешков. Цвет желтовато-белый, запах специфический, вкус сладкий и жгучий, затем горьковатый.
- Настойка, чай, безалкогольный напиток.
- Капсулы, таблетки.
- Красный женьшень — консервированные, готовые к употреблению корни, завёрнутые в бумагу и уложенные в деревянную коробку, запаянную в жестяную банку. Красным его называют из-за цвета и способа подготовки.
- Экстракт красного женьшеня — густая вязкая жидкость тёмного цвета.
- Корни женьшеня — готовые к употреблению корни женьшеня, обработанные паром.
- Молотый корень — порошок из измельчённых корней женьшеня.

## Виды

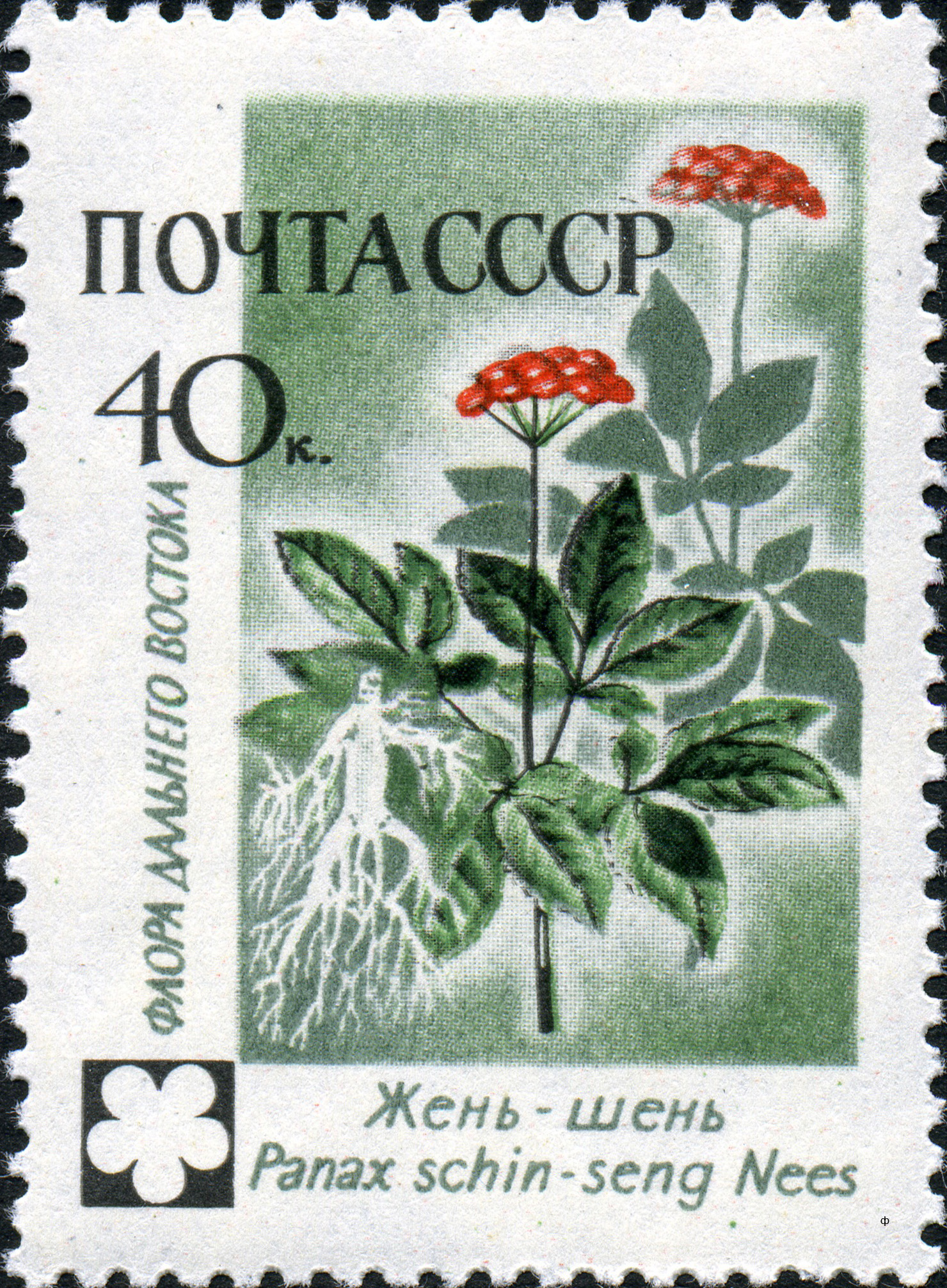
На советской марке 1960 года выпуска

По данным GRIN существуют следующие виды женьшеня:
- Panax aureus Sander
- Panax bipinnatifidus Seem.
- Panax ginseng C.A.Mey. — Женьшень обыкновенный — юг Хабаровского края, Приморский край, Китай, Корейский полуостров. Занесён в Красную Книгу России.

- [syn.  Panax schinseng T.Nees]

- Panax japonicus (T.Nees) C.A.Mey. — Женьшень японский
- Panax notoginseng (Burkill) F.H.Chen ex C.Y.Wu & K.M.Feng
- Panax pseudoginseng Wall. — Женьшень ложный
- Panax quinquefolius L. — Женьшень пятилистный[14]
- Panax stipuleanatus H.T.Tsai & K.M.Feng
- Panax trifolius L. — Женьшень трёхлистный
- Panax vietnamensis Ha & Grushv. — Женьшень вьетнамский
- Panax wangianus S.C.Sun
- Panax zingiberensis C.Y.Wu & K.M.Feng